# Škoda 440
Škoda 440 — чехословацкий легковой автомобиль малого класса с классической компоновкой, серийно производившийся компанией AZNP (чеш. Automobilové závody národní podnik) с 1955 по 1959 год. С 1957 года параллельно выпускалась модификация Škoda 445 с двигателем увеличенного объёма и мощности, а с 1958 года — двухдверный кабриолет модели Škoda 450 с форсированным двигателем.

## Предыстория

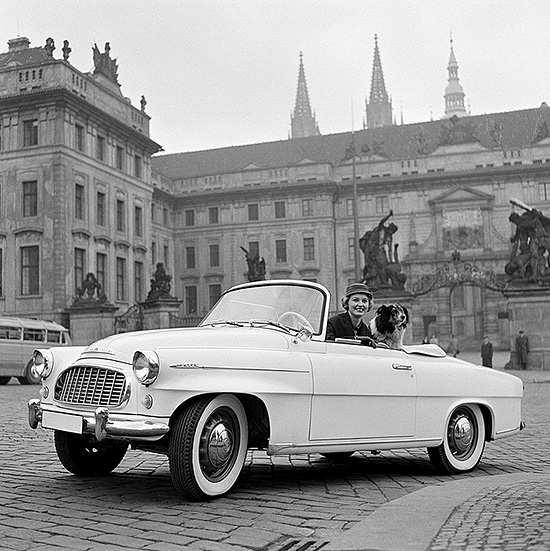
Кабриолет Škoda 450

После денежной реформы 1953 года в Чехословакии, показавшей ошибочность курса на однобокое развитие тяжёлого машиностроения и чёрной металлургии (народнохозяйственная концепция «металлургической и машиностроительной державы») в ущерб отраслям, связанным с производством потребительских товаров, руководством страны было принято решение о более полном удовлетворении спроса населения, в том числе на легковые автомобили (с 1948 по 1955 год автомобили вообще не поступали в продажу, а распределялись через профсоюзные и партийные органы с целью поощрения лучших работников и номенклатуры, при этом их число было минимальным: так, например, в 1952 году в стране с довольно развитой в целом автомобильной промышленностью частные лица получили всего 53 автомобиля, почти половина из которых были импортными). С этой целью в середине 1953 года была принята идея «народного автомобиля», который был бы доступен достаточно широкому кругу лиц, а также служил бы источником твёрдой валюты при поставках на экспорт, прежде всего в страны Запада. Для этого предусматривалось построить в течение 5—6 лет новый автозавод с расчётным объёмом выпуска 600 автомобилей новой, прогрессивной конструкции в сутки (фактически вошёл в строй только в 1964 году вследствие недостатка инвестиций и кризисных явлений в чехословацкой экономике в начале 60-х).
До тех же пор предполагался некоторый промежуточный, «временный» вариант: на базе отработанных конструкций Škoda 1102 и Škoda 1200 (последняя в 1953 году была единственной выпускаемой в Чехословакии моделью легкового автомобиля, однако была слишком велика и малотехнологична, чтобы претендовать на роль «народной») создать их облегчённую версию, унифицированную с ними по основным деталям и агрегатам не менее, чем на 80 %. В результате первый макетный прототип нового автомобиля появился уже в конце 1953 года, получив название «Spartak», изменённое в дальнейшем на «Orlík», затем на «Rival» (чеш. «соперник») и, наконец, на Škoda 440 («4 цилиндра — 40 лошадиных сил»). Тем не менее, первоначальное название так и закрепилось в среде водителей, оставшись наиболее употребительным до сих пор.

## Описание
Розничная цена автомобиля Škoda 440 в 1955 году в Чехословакии составляла 27500 крон (средняя заработная плата в народном хозяйстве в том году была 1190 крон). В Великобритании цена автомобиля Škoda 440 у официального дилера составляла 864 фунта. Выпускавшийся в те же годы аналогичный по размерам и характеристикам Ford Prefect 100E стоил 658 фунтов. Всего было произведено 75 417 шт. модели Škoda 440, 9 375 шт. Škoda 445 и 1 010 шт. Škoda 450.

## Галерея

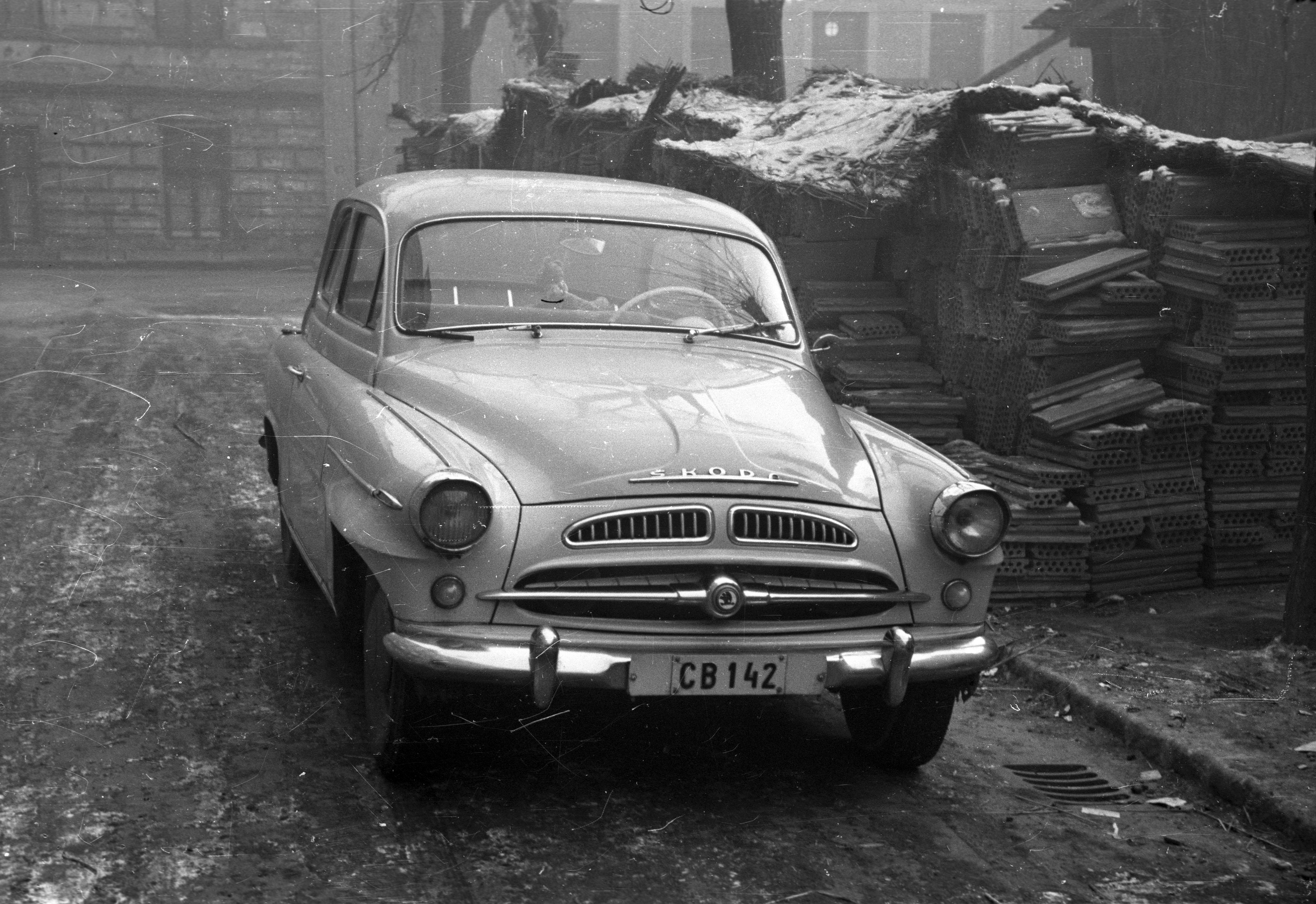
Вид спереди (Будапешт, 1958)
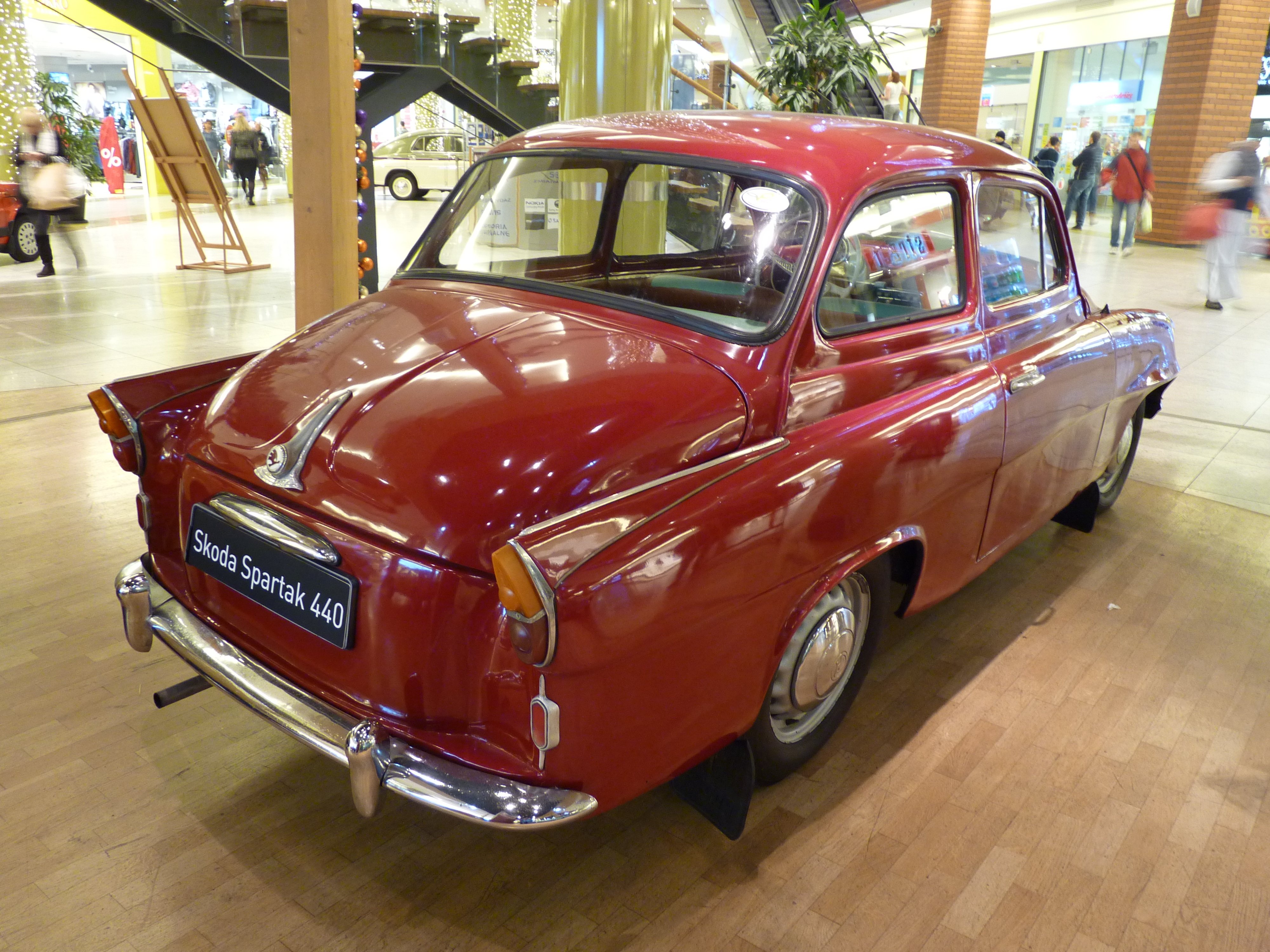
Вид сзади
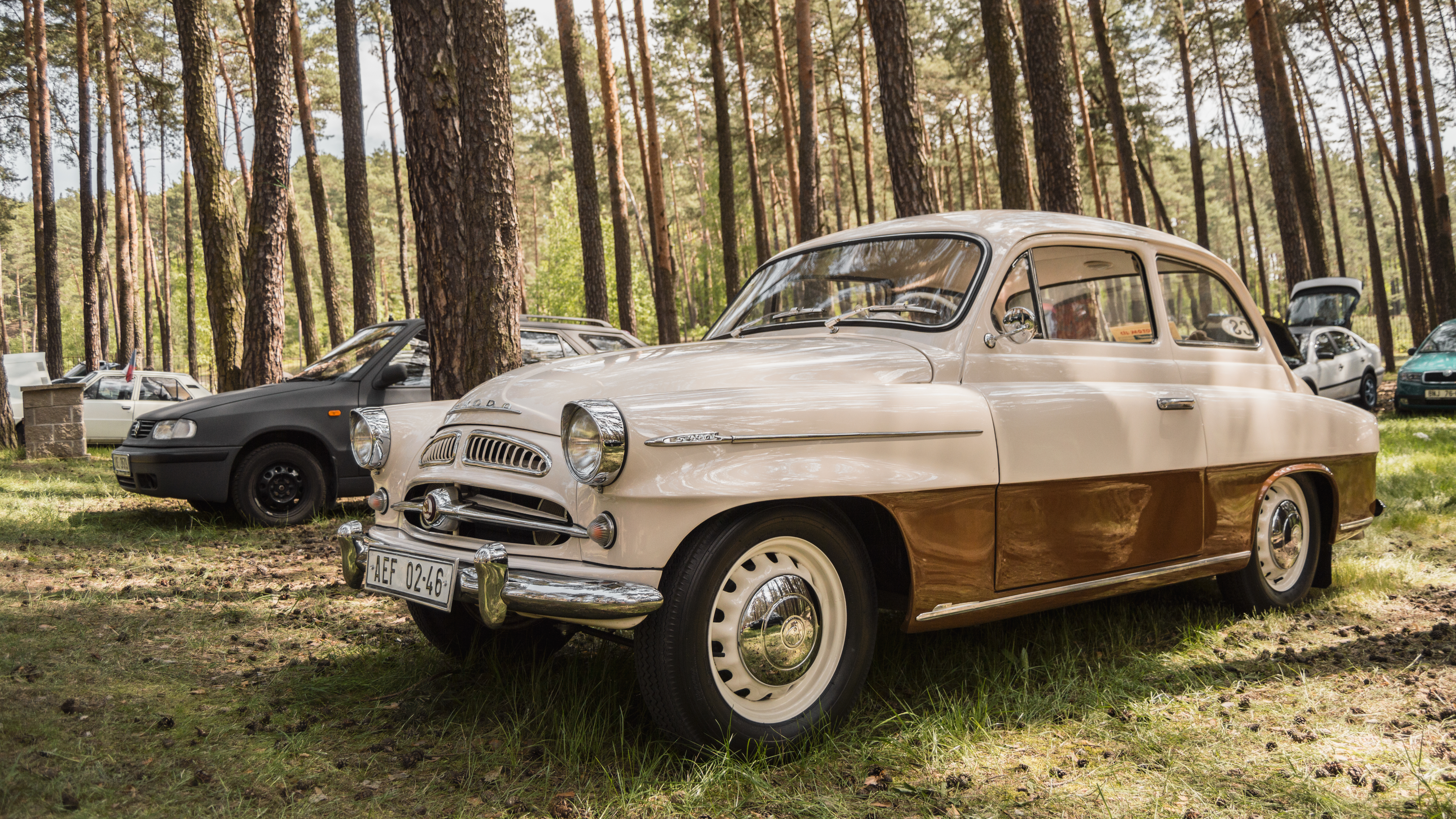
Вид сбоку